# Берджесс, Герберт
Ге́рберт Ла́рри Бе́рджесс (англ. Herbert Larry Burgess; 25 февраля 1881, Манчестер, Англия — 23 сентября 1961, Аштон, Ланкашир) — английский футболист (левый защитник) и тренер.

## Клубная карьера
Герберт Берджесс родился 25 февраля 1883 года в Опеншо, одном из районов Манчестера. После окончания школы Берджесс стал работать кузнецом. Одновременно с этим он, как и многие юноши, играл в футбол, выступая за любительские клубы «Гордон Сент-Френсис», «Опеншо Юнайтед», «Эдж Лейн» и «Мосс Сайд». Попробовал себя Берджесс и в большом клубе, пройдя просмотр в «Манчестер Сити», но клубу он не приглянулся. В апреле 1900 года Берджесс подписал свой первый профессиональный контракт, перейдя в «Глоссоп Норт Энд», выступавший в то время во втором английском дивизионе. Дебютировав в матче с «Ливерпулем», Берджесс играл за «Глоссоп» на протяжении трёх лет, проведя 81 матч.
В июле 1903 года «Манчестер Сити», который за несколько лет до того отказал Берджессу в переходе, выкупил контракт игрока, заплатив 250 фунтов. Берджесс сразу «влился» в игру «Сити», став одним из лидеров обороны, клуб провёл хороший сезон, заняв второе место в чемпионате и выиграв свой первый трофей — Кубок Англии, обыграв в финале «Болтон Уондерерс» со счётом 1:0. В следующем сезоне «Сити» занял 3-е место, проиграв в последнем туре «Астон Вилле» со счётом 1:3, хотя до этого матча «Манчестер Сити» лидировал в чемпионате. Тот матч завершился скандалом: Алекс Лик, игрок «Виллы», рассказал, что Билли Мередит, футболист «Сити», предложил ему взятку в 10 фунтов за проигрыш матча. Дальнейшее расследование Футбольной ассоциации выявило, что «Сити» выплачивал игрокам своей команды суммы более 4 фунтов, положенных по законодательству. Вследствие всех этих разбирательств несколько игроков «Сити», включая Берджесса, были дисквалифицированы до 1907 года. Контракты игроков были выставлены на аукцион, проходивший в «Королевском отеле». Четверых игроков, включая Берджесса, купил другой клуб из Манчестера — «Манчестер Юнайтед».
Из-за дисквалификации Берджесс и четыре его одноклубника, перешедшие в «Юнайтед», смогли дебютировать в команде лишь 1 января 1907 года в матче с «Астон Виллой», который «Юнайтед» выиграл 1:0. В сезоне 1907/08 Берджесс вместе с клубом выиграл свой первый титул чемпиона Англии, став одним из «творцов» победы, сыграв 27 матчей в лиге. В том же сезоне Берджесс стал одним из основателей нового профсоюза футболистов Англии, сформированного после смерти от удара мячом в голову Томаса Блэкстока. В 1909 году Берджесс выиграл свой второй в карьере Кубок Англии. В 1910 году Берджесс был вынужден завершить карьеру из-за травмы колена. Но затем возобновил её, играя в Норвегии и Венгрии.

## Карьера в сборной
Берджесс выступал за сборную Англии, в составе которой дебютировал 29 февраля 1904 года в матче против сборной Уэльса. Всего провёл четыре игры за сборную (против сборных Уэльса, Ирландии и дважды — против Шотландии).

## Тренерская карьера
Свою работу тренера Берджесс начал в клубе МТК в 1921 году. На следующий год он переехал в Италию в клуб «Падова», где провёл 4 сезона, будучи одним из лучших тренеров в Италии. В 1924 году Берджесс был взят в штаб сборной Италии, которая поехала на Олимпиаду в Париж.
В дальнейшем тренировал «Милан» и «Рому».

## Достижения

### В качестве игрока
«Манчестер Сити»
- Обладатель Кубка Англии: 1904

«Манчестер Юнайтед»
- Обладатель Кубка Англии: 1909
- Победитель Первого дивизиона: 1907/08
- Обладатель Суперкубка Англии: 1908

МТК
- Чемпион Венгрии: 1914, 1918

### В качестве тренера
МТК
- Чемпион Венгрии: 1922

## Статистика выступлений
| Клуб              | Сезон            | Лига | Лига | Кубок Англии | Кубок Англии | Суперкубок Англии | Суперкубок Англии | Итого | Итого |
| Клуб              | Сезон            | Игры | Голы | Игры         | Голы         | Игры              | Голы              | Игры  | Голы  |
| ----------------- | ---------------- | ---- | ---- | ------------ | ------------ | ----------------- | ----------------- | ----- | ----- |
| Глоссоп           | 1899/00          | 1    | 0    | 0            | 0            | −                 | −                 | 1     | 0     |
| Глоссоп           | 1900/01          | 21   | 0    | 0            | 0            | −                 | −                 | 21    | 0     |
| Глоссоп           | 1901/02          | 31   | 0    | 0            | 0            | −                 | −                 | 31    | 0     |
| Глоссоп           | 1902/03          | 28   | 0    | 0            | 0            | −                 | −                 | 28    | 0     |
| Глоссоп           | Итого            | 81   | 0    | 0            | 0            | 0                 | 0                 | 81    | 0     |
| Манчестер Сити    | 1903/04          | 27   | 0    | 6            | 0            | −                 | −                 | 33    | 0     |
| Манчестер Сити    | 1904/05          | 26   | 0    | 2            | 0            | −                 | −                 | 28    | 0     |
| Манчестер Сити    | 1905/06          | 32   | 2    | 1            | 0            | −                 | −                 | 33    | 2     |
| Манчестер Сити    | Итого            | 85   | 2    | 9            | 0            | 0                 | 0                 | 94    | 2     |
| Манчестер Юнайтед | 1906/07          | 17   | 0    | 0            | 0            | −                 | −                 | 17    | 0     |
| Манчестер Юнайтед | 1907/08          | 27   | 0    | 3            | 0            | 2                 | 0                 | 32    | 0     |
| Манчестер Юнайтед | 1908/09          | 4    | 0    | 0            | 0            | 0                 | 0                 | 4     | 0     |
| Манчестер Юнайтед | 1909/10          | 1    | 0    | 0            | 0            | 0                 | 0                 | 1     | 0     |
| Манчестер Юнайтед | Итого            | 49   | 0    | 3            | 0            | 2                 | 0                 | 54    | 0     |
| Всего за карьеру  | Всего за карьеру | 215  | 2    | 12           | 0            | 2                 | 0                 | 229   | 2     |